# Coles Corner
 (septembre 2009).
Si vous disposez d'ouvrages ou d'articles de référence ou si vous connaissez des sites web de qualité traitant du thème abordé ici, merci de compléter l'article en donnant les références utiles à sa vérifiabilité et en les liant à la section « Notes et références ».
Albums de Richard Hawley
Lowedges
(2003) Lady's Bridge
(2007)
Coles Corner est un album de musique de Richard Hawley sorti en 2005.

## L'album
Son titre fait allusion à Coles Corner, une intersection de Sheffield.

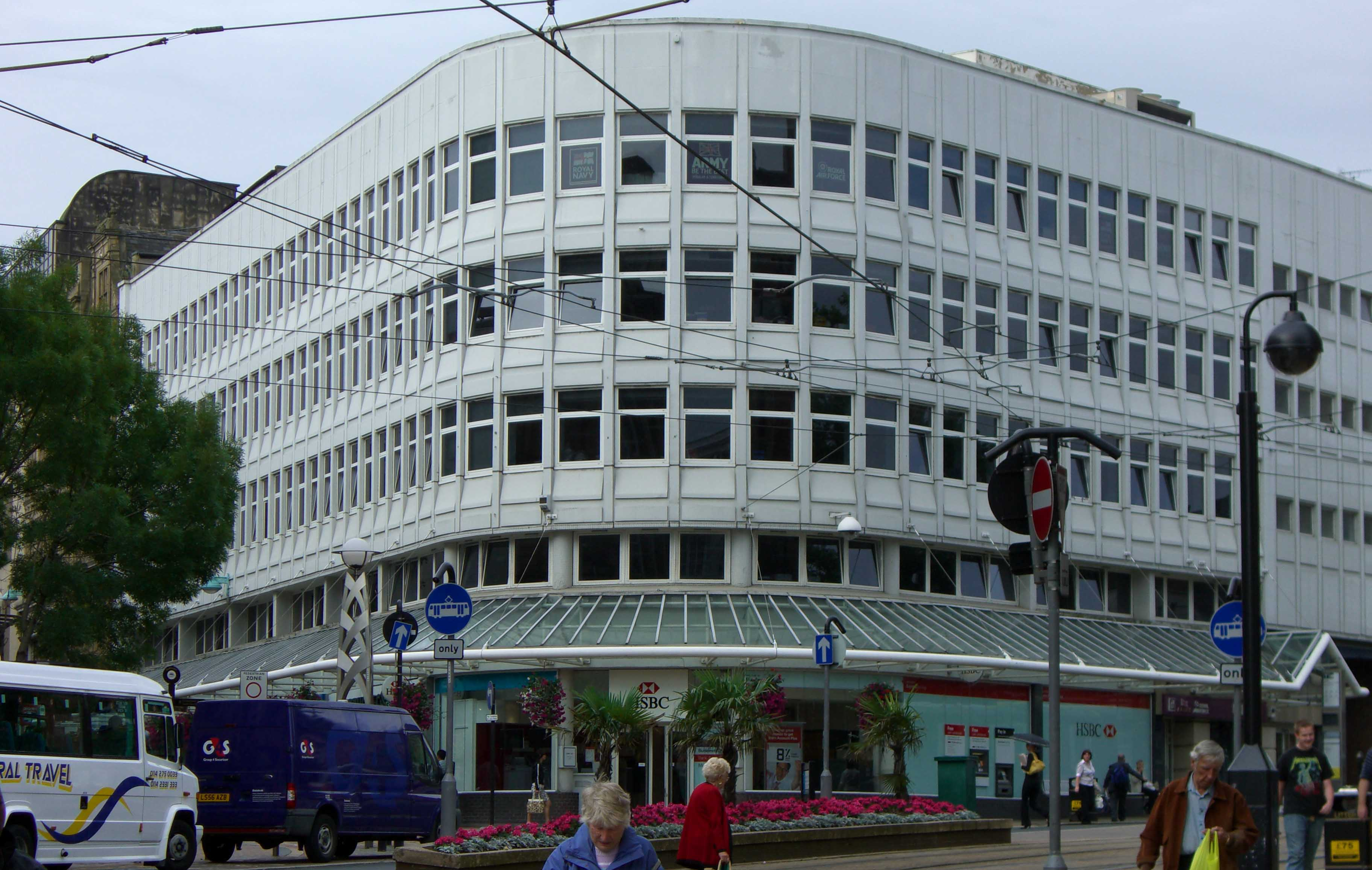
Coles Corner en 2008.

Il est sélectionné pour les Mercury Prize 2006, qu'il n'obtient pas ; les vainqueurs, Arctic Monkeys, proclament dans leur discours de remerciements : « Que quelqu'un appelle la police, on a volé Richard Hawley ». 
L'album fait partie des 1001 albums qu'il faut avoir écoutés dans sa vie. 

### Titres
Toutes les compositions ont été écrites par Richard Hawley, sauf (*).
1. "Cole's Corner" – 4:49
2. "Just Like the Rain" – 3:17
3. "Hotel Room" – 3:42
4. "Darlin' Wait for Me" (*)(Hawley, Shez Sheridan) – 3:53
5. "The Ocean" – 5:36
6. "Born Under a Bad Sign" – 3:41
7. "I Sleep Alone" – 3:44
8. "Tonight" – 4:32
9. "(Wading Through) The Waters of My Time" – 3:48
10. "Who's Gonna Shoe Your Pretty Little Feet?" – 4:08
11. "Last Orders" (*)(traditional; arranged by Hawley) – 4:59